# 13437 Wellton-Persson
13437 Wellton-Persson è un asteroide della fascia principale. Scoperto nel 1999, presenta un'orbita caratterizzata da un semiasse maggiore pari a 2,3473621 UA e da un'eccentricità di 0,0886480, inclinata di 1,44838° rispetto all'eclittica.
L'asteroide è dedicato agli imprenditori svedesi Helen Wellton e Claes Wellton Persson, mecenati finanziatori del programma autore della scoperta.